# Ferrovia Bassano del Grappa-Crespano
La ferrovia Bassano-Crespano è stata una linea ferroviaria a scartamento ridotto del nord-est italiano che fu in attività durante la prima guerra mondiale e collegava alcune località poste ai piedi del Monte Grappa.
Terminato il conflitto, la ferrovia militare fu disarmata.

## Percorso
|  |  | Unknown route-map component "exKBHFa" |

|  |  | Unknown route-map component "exBHF" |

|  |  |  | Unknown route-map component "exABZgl+l" | Unknown route-map component "exCONTfq" |

|  | Unknown route-map component "exKBHFaq" | Unknown route-map component "exABZg+r" |

|  | Unknown route-map component "exCONTg@Gq" | Unknown route-map component "exABZg+r" |

|  |  | Unknown route-map component "exBHF" |

|  | Unknown route-map component "CONTr+f" | Unknown route-map component "exSTR" |

|  | Station on track | Unknown route-map component "exKBHFe" |

| Unknown route-map component "CONTgq" | Unknown route-map component "ABZgr" |  |

|  | Continuation forward |

|  |  | Unknown route-map component "exKBHFa" |

|  |  | Unknown route-map component "exKMW" |

|  |  | Unknown route-map component "exKMW" |

|  | Unknown route-map component "exCONTg@Gq" | Unknown route-map component "exBHFq" | Unknown route-map component "exABZqr" | Unknown route-map component "exCONTfq" |

La ferrovia iniziava presso la stazione di Crespano e, dopo alcuni chilometri, raggiungeva lo scalo di Semonzo. Successivamente si trovavano il bivio per Rossano, quello per Borso e quello per Santa Felicità. Successivamente si trovavano la stazione di Romano d'Ezzelino e, infine, l'impianto di Bassano.
La breve diramazione per Santa Felicita presentava la peculiarità di essere a doppio scartamento (600 e 750 mm) e a cremagliera.

## Fonte
- https://digilander.libero.it/ferroviemilitari/
- Giovanni Cornolò, La Società Veneta Ferrovie, Duegi Editrice, Albignasego, 2005. ISBN 88-900979-6-5